# Rifugio Pordenone
Das Rifugio Pordenone ist eine Schutzhütte der Sektion Pordenone des Club Alpino Italiano. Sie liegt auf einer Höhe von 1249 m s.l.m. nahe der Einmündung des Val Montanaia in das Val Meluzzo auf einer bewaldeten Stufe südlich der Cima Meluzzo (2188 m s.l.m.) in den Friauler Dolomiten.

## Geschichte
Die Arbeiten am Bau der alten Schutzhütte begannen 1929, sie wurde am 25. Mai 1930 eingeweiht. Die steigende Besucherzahl machte die kleine Baumstammhütte jedoch unzureichend, so dass die Sektion Pordenone des Club Alpino Italiano beschloss, eine neue aus Mauerwerk zu bauen, die am 8. Oktober 1961 eingeweiht wurde. Die letzte Erweiterung erfolgte 1971 und 1972.

## Merkmale und Informationen
Das Gebäude besteht aus Mauerwerk und Holz auf zwei Etagen und verfügt über insgesamt 20 Zimmer. Es ist vom 15. Juni bis 30. September geöffnet.

## Zugang
Von Cimolais (651 m) aus geht eine Straße das gleichnamige Val Cimoliana hinauf, immer am Cimoliana entlang. Nach 13 km erreicht man den Parkplatz bei Pian Meluzzo an der Kreuzung zum Val Meluzzo. Links aufwärts führt in einigen Kehren der Fußweg in zehn Minuten zur Hütte.

## Aufstiege
- Normaler Weg zur Croda Cimoliana 2408 m
- Zum Campanile di Val Montanaia 2173 m
- Bei Cima Both 2473 m